# Paul Meyers
Paul Armand Joseph Marie Ghislain baron Meyers (Hasselt, 1 maart 1921 - Sint-Pieters-Woluwe, 18 januari 2011) was een Belgisch politicus voor de CVP.

## Levensloop
Meyers was de zoon van André Meyers (1890-1976), directeur generaal van het Mijnwezen en van Marguerite Arckens (1895-1996). Hij trouwde in 1947 met barones Donatienne van Caloen (1922-2005) en ze hadden vijf kinderen. De familie Meyers werd in 1929 in de erfelijke adelstand opgenomen in de persoon van zijn grootvader Armand Meyers (1862-1951), procureur generaal bij het Hof van Beroep in Luik. In 1976 erfde Paul Meyers de barontitel van zijn vader.
Hij voltooide zijn middelbare studies aan het Hasseltse Sint-Jozefscollege en studeerde aan de Katholieke Universiteit Leuven waar hij doctoreerde in de rechten en licenties behaalde in het notariaat en de politieke en sociale wetenschappen. In 1943-1944 was hij koerier voor zijn vader, André Meyers, die provinciaal afgevaardigde was voor de Verzetsgroep (actie en inlichtingen) Socrates. Paul werd mee ingezet om de fondsen uit te delen onder de Limburgse verzetsstrijders en ondergedoken werkweigeraars.
Van 1946 tot 1994 was Paul Meyers voor de CVP gemeenteraadslid van Hasselt. Hij was er van 1947 tot 1959 en van 1961 tot 1963 schepen van financiën tijdens het burgemeesterschap van Jozef Bollen die hij in 1963 opvolgde. Zijn naam blijft voornamelijk verbonden met de bouw van de Casterwijk in 1950, de vestiging van een fabriek van Philips in Hasselt in 1955, de aanleg vanaf 1965 van de 'grote ring', de R71, rond Hasselt, de oprichting van het ccha (cultuurcentrum Hasselt), goedgekeurd en ontworpen in 1956 en geopend in 1972, de bouw van een administratief centrum, de aankoop van het natuurdomein Kiewit, de uitbouw van de Twee Torenwijk waarbij de volkswijk "De Beek" volledig werd gesaneerd, en het moeilijke integratieproces van stad en randgemeenten in het in 1977 door fusie tot stand gekomen Groot-Hasselt. In 1989, na een burgemeesterschap van ruim 25 jaar, werd hij opgevolgd door zijn partijgenoot Louis Roppe.
Van 1949 tot 1971 zetelde hij voor het arrondissement Hasselt in de Kamer van volksvertegenwoordigers, waar hij van 1968 tot 1971 voorzitter was van de CVP-PSC-fractie. Eveneens was hij van juni tot november 1958 minister van Openbare Werken en Wederopbouw in het homogeen CVP-kabinet Eyskens II en van 1958 tot 1961 minister van Minister van Volksgezondheid en Gezin in de rooms-blauwe kabineten Eyskens III. Na getuige te zijn geweest van een zwaar verkeersongeval in december 1958, kwamen onder zijn bewind de toenmalige 900-centrales voor medische noodoproepen (tegenwoordig de 112-centrales) tot stand. Van 1965 tot 1971 zetelde hij eveneens in de Raad van Europa en in de Vergadering van de West-Europese Unie en van 1966 tot 1968 was hij voorzitter van de Vaste Commissie voor de verbetering van de betrekkingen tussen de Belgische taalgemeenschappen, beter bekend als de Commissie Meyers, die de gespannen verhouding tussen de Nederlandse en de Franse taalgroep moest verbeteren. Ook zetelde hij in twee commissies die de eerste staatshervorming van 1970 voorbereidden: de Commissie voor de Grondwetsherziening en de parlementaire adviescommissie voor de coördinatie van wetteksten.
Hij was vele jaren voorzitter van de Vereniging van Belgische Steden en Gemeenten (VBSG). Hij had er als directeur-generaal graaf Baudouin de Grunne (°1917), burgemeester van Wezembeek-Oppem en tijdens de Tweede Wereldoorlog een van de spilfiguren van de Verzetsgroep 'Socrates'. Hij was ook voorzitter en vervolgens erevoorzitter van de Europese Vereniging van gemeenten. In 1993 werd Meyers ereburgemeester van Hasselt. In 2003 werd hij benoemd tot ereburger van de stad Hasselt, nadat hij hoofdzakelijk in Brussel was gaan resideren, dichter bij kinderen en kleinkinderen. Door de stad Hasselt werd een 'Prijs Paul Meyers' ingesteld, voor de bekroning van beloftevol Hasselts talent, die sinds 1991 tweejaarlijks wordt toegekend. Meyers was ook nog voorzitter van het Fonds VOSOG 'voor jonge patiëntjes lijdend aan mucoviscidose' en van het Fonds VOSOG 'voor het offreren van vakanties aan kinderen met nierinsufficiënties', in het kader van de Koning Boudewijnstichting.
Hij was ereburger van Itami (Japan), Detmold, Sittard en Mountain View, de vier partnersteden van Hasselt.